# Château de Crassy
Le château de Crassy (anciennement Crassier) est un château situé dans la commune de Divonne-les-Bains (hameau de Vésenex-Crassy) dans le département de l'Ain et la région Auvergne-Rhône-Alpes en France.

## Histoire
Le château a été bâti au XIXe siècle par la famille de Prez au cœur d'un domaine de 63 hectares traversé par le Boiron, rivière se jetant dans le lac Léman à Nyon (Suisse), et comprenant une quarantaine de parcelles agricoles.
Originaires du canton de Fribourg en Suisse, les de Prez se sont installés dans le Pays de Gex au début du XVIIe siècle. C'est le 9 décembre 1630 qu'Urbain de Prez devint seigneur de Crassier (aujourd'hui commune suisse du canton de Vaud) où ses descendants demeurèrent jusqu'en 1874. C'est dans ce château que naît en 1733 le général Jean Étienne Philibert de Prez de Crassier.
Le domaine est vendu en 1874 par le baron Edouard de Prez de Crassier (1818 Crassier-1888 Céligny), petit-neveu de Jean Étienne Philibert, à Alfred André, banquier à Paris et député à l'Assemblée Nationale.

## Description
Cette propriété familiale s'élève sur trois niveaux. Ses 1 875 m2 et abritent 21 pièces de maître, des pièces d'angles ronds, dans ses deux tours, une bibliothèque sans oublier un jardin d'hiver-véranda, des serres, une orangerie, un étang, une ferme et ses dépendances.

## Propriétaires successifs
- Famille de Prez, de la construction jusqu'en 1874. Edouard, baron de Prez de Crassier, a été le dernier membre de cette famille propriétaire du château de Crassy[Harv 2].
- Alfred André, régent de la Banque de France, de 1874 à 1893, puis sa veuve Alice-Marie-Alphonsine Joly de Bammeville[2] jusqu'en 1913.
- Isabelle Monnier, filleule d'Alice Joly, épouse d'Emmanuel Schlumberger, de 1913 à 1952[Harv 1].
- Alice Jenny Emmanuelle Schlumberger, fille d'Isabelle Monnier et Emmanuel Schlumberger, petite-cousine des Frères Schlumberger, épouse d'Emile Sihol, de 1952 à 1986, puis famille Sihol, de 1986 à 2000.
- Mis en vente en 2001 au prix de 21 millions de francs français auxquels s'ajoutent environ 15 millions de francs pour la remise en état, le château est depuis la propriété de la famille Al-Muhaisen, originaire d'Arabie saoudite.
- Le château est mis en vente en 2024[3].

## Personnalités ayant séjourné au château de Crassy
- Gustave Schlumberger (Guebwiller, 1844 – Paris, 1929), historien, byzantiniste et numismate français, spécialisé dans l'histoire des Croisades et de l'Empire byzantin.
- Gerard Jakob de Geer (1858 – 1943)  en juillet 1932[4].